# Paul Römer (Mediziner, 1876)
Paul Heinrich Römer (* 19. Mai 1876 in Kirchhain; † 30. März 1916 in Nowogrodek, heute Belarus) war ein deutscher Hygieniker.

## Leben
Paul Römer war Sohn von Hermann Römer, praktischer Arzt in Kirchhain, und Neffe von Ludwig Gundlach.
Paul Römer begann an der Philipps-Universität Marburg Medizin zu studieren. Am 27. Oktober 1894 wurde er im väterlichen Corps Teutonia Marburg recipiert. Zweimal zeichnete er sich als Senior aus. Als Inaktiver wechselte er an die Christian-Albrechts-Universität zu Kiel und die Julius-Maximilians-Universität Würzburg 1899 bestand er das Staatsexamen und wurde 1900 zum Dr. med. promoviert. Er habilitierte sich 1903 in Marburg und wurde 1904 zum Privatdozenten ernannt. Seit 1907 verbrachte er als außerordentlicher Professor ein Jahr in Argentinien, um die Tuberkulosemittel von Emil von Behring zu erproben. Er war von 1900 bis 1913 von Behrings Assistent.
1908 wurde er von Behring zum Abteilungsvorsteher im Marburger Hygieneinstitut ernannt. Das Preußische Ministerium der geistlichen, Unterrichts- und Medizinalangelegenheiten berief ihn 1913 als Nachfolger Friedrich Loefflers auf den Lehrstuhl der Königlichen Universität zu Greifswald. Als Sanitätsoffizier zog er 1914 in den Ersten Weltkrieg. Am 1. Oktober 1915 wechselte er als Nachfolger von Carl Fraenkel auf den Lehrstuhl der Friedrichs-Universität Halle. Noch keine 40 Jahre alt, starb er als Korpshygieniker an der Ostfront an Fleckfieber. Er hinterließ seine Frau Luise geb. Bene aus Niederweimar und eine gemeinsame Tochter.
Römer war der einzige Schüler Behrings, an dessen Forschung zur Tuberkulose er sich maßgeblich beteiligte. Außerdem befasste er sich mit Paul Ehrlichs Seitenkettentheorie und der Poliomyelitis.

„Durch seine richtungweisenden Experimentalstudien über die Kinderlähmung hat Römer als eigentlicher Erfinder der später von Salk und Sabin verwirklichten Polio-Schutzimpfung zu gelten.“

## Schriften
- Über Trinkwasserversorgung mit besonderer Berücksichtigung der Wasserverhältnisse Marburgs. Elwert, Marburg 1903.
- Die Ehrlichsche Seitenkettentheorie und ihre Bedeutung für die medizinischen Wissenschaften. Hölder, Wien 1904.
- Die epidemische Kinderlähmung (Heine-Medinsche Krankheit). Springer, Berlin 1911.